# Mare de Déu de la Candelera d'Enviny
La Mare de Déu de la Candelera d'Enviny, actualment dedicada a la Purificació, és l'església parroquial del poble d'Enviny, en el terme municipal de Sort, a la comarca del Pallars Sobirà. Pertanyia a l'antic terme d'Enviny. Està situada a l'extrem de migdia del poble. El 2012 és seu d'una agrupació de parròquies que inclou les de Sant Pere de l'Hostal, Santa Coloma de Llarvén, Sant Andreu de Malmercat, Santa Cecília de Montardit de Dalt, Santa Cecília de Puiforniu i Santa Coloma de Tornafort. També en depenien les capelles i ermites de Sant Miquel d'Enviny, Sant Roc d'Enviny i la capella particular de Santa Llúcia de Casa Aytés. Antigament també n'havia depès la sufragània de Sant Miquel de Bressui. És una obra inclosa a l'Inventari del Patrimoni Arquitectònic de Catalunya.

## Descripció
Església de planta rectangular amb absis semicircular al nord-est que mesura, per dins, 4,20m. de diàmetre. Exteriorment no presenta cap decoració. La base de l'absis, situada al costat mateix del petit torrent que separa l'església del recinte del cementiri, es troba a un nivell considerablement més baix que el del paviment de l'església.
Les dimensions de la nau són de 9,30 m. de llargada per 4,20 m. d'ample. Està dividida en tres trams, cadascun dels quals està cobert amb volta d'aresta. Als dos primers s'obren, als costats, dues capelles. Les dues més allunyades de l'absis són amb volta de canó i arc de mig punt, i tenen una amplada de 3,20 m. De les dues més properes a la capçalera, la de la dreta és de volta de canó i arc de mig punt lleugerament apuntat i té una amplada de 2,70 m.; la capella de l'esquerra, d'iguals dimensions, presenta arc i volta apuntats.
El darrer tram de la nau, el més proper a la porta, que no té capelles laterals, té, en canvi, aquests espais ocupats: a la dreta per la pica baptismal i una escala de cargol que dona accés al campanar i al cor.
El campanar és de secció quadrada i està coronat per una coberta poligonal de llicorella. A la façana sud-oest s'obren una porta amb arc de mig punt i una petita rosassa.
A l'església s'hi pot veure una reproducció del Retaule d'Enviny, retaule gòtic creat el 1490 per Pere Espallargues.